# Equipamento de voo
Conjunto de equipamentos destinados a proteção de ocupantes de aeronaves. Na Força Aérea Brasileira, Equipamento de Voo é também a denominação da especialidade do grupamento básico do quadro de suboficiais e sargentos (QSS).  